# 伊登 (亞利桑那州)
伊登（英語：Eden）是位於美國亞利桑那州葛蘭姆縣的一個非建制地區。該地的面積和人口皆未知。

## 地理
伊登的座標為32°57′41″N 109°53′44″W / 32.96139°N 109.89556°W，而該地的平均海拔高度為876米（即2875英尺）。